# پودبرزووا
پودبرزووا (مجاری: Zólyombrézó) دهکده و شهرداری بزرگی در ناحیه برزنو، در منطقه منطقه بانسکا بیستریتسا در مرکز اسلواکی، در حدود ۱۰ کیلومتری غرب شهرستان برزنو است.

## تاریخچه
این روستا در واقع از شش سکونتگاه مستقل سابق ساخته شده است که در قرن نوزدهم در اطراف یک آسیاب جدید جمع شده بودند.